# Carragozela
Carragozela, gelegentlich auch Carragosela, ist eine Ortschaft und ehemalige Gemeinde in Portugal.

## Geschichte
Felsgravuren belegen eine vorgeschichtliche Besiedlung, vor Ankunft der Römer. Der heutige Ort entstand vermutlich nach der Reconquista, im Zuge der Siedlungspolitik des Ritterordens von Avis, dem die Ländereien zugefallen waren, und der hier ein kleines Kloster unterhalten haben soll. Zudem soll D. Urraca Fernandes, Tochter des ersten portugiesischen Königs D. Afonso Henriques, hier Besitz gehabt haben, zu dem eine Hausruine im heutigen Ort gehören soll.
Im 14. Jahrhundert wurde Carragozela eine eigenständige Gemeinde.
Mit der Gebietsreform 2013 wurde die Gemeinde Carragozela aufgelöst und mit Várzea de Meruge zu einer neuen Gemeinde zusammengeschlossen.

## Verwaltung
Carragozela war eine Gemeinde (Freguesia) im Kreis (Concelho) von Seia, im Distrikt Guarda. Sie hatte 380 Einwohner  auf einer Fläche von 3,9 km² (Stand 30. Juni 2011).
Die Gemeinde bestand nur aus dem gleichnamigen Ort.
Im Zuge der kommunalen Neuordnung Portugals wurde Carragozela am 29. September 2013 mit Várzea de Meruge zur neuen Gemeinde União das Freguesias de Carragozela e Várzea de Meruge zusammengeschlossen. Sitz der neuen Gemeinde wurde Carragozela.